# Salim Condo
Salim Condo est un personnage des trilogies de Pierre Bottero : La Quête d'Ewilan, Les Mondes d'Ewilan et Le pacte des Marchombres.
Il arrive à Gwendalavir avec Ewilan Gil’Sayan et devient vite un compagnon fidèle et possédant un humour hors du commun.
Il devient rapidement sous la protection d’Ellana qui le prend sous son aile et le forme à devenir marchombre

## Présentation
Salim est l'ami d'enfance d'Ewilan, d'un naturel rieur. Il a grandi dans notre monde, dans une cité HLM.
Il découvrira sa capacité à se transformer en loup, pouvoir de Métamorphe (voir L'Autre) transmis de parents à enfants. Sa première transformation a lieu lors de l'attaque d'une horde de loups non loin des Marches du Nord.
Sa route croisera celle d'Ellana Caldin, maître marchombre qui le guidera plus tard sur la voie du marchombre. Après deux ans d'apprentissage auprès d'Ellana, il se présentera devant le conseil de la guilde des marchombres qui lui accordera le droit d'arpenter la voie. Il passera l'Ahn-Ju – épreuves permettant de devenir maître marchombre, c'est-à-dire pouvoir par la suite former des apprentis, et solliciter la greffe – et accèdera à la greffe en atteignant le Rentaï, montagne possédant une conscience offrant des dons particuliers à ceux qui en sont dignes. Il obtiendra de celui-ci des lames d'énergie qu'il pourra faire apparaître à volonté dans ses paumes.
Ellana se fera enlever son enfant par les mercenaires du Chaos, ceux-ci ayant la conviction qu'il est le sauveur dont parle une ancienne prophétie étant la base de leur mentalité. Elle sera aussi gravement blessée par Nillem, mais elle guérira dans la forêt Maison aux côtés de ses deux pères adoptifs, qu'elle atteindra grâce à un arbre passeur poussant près de chez elle.
Voici la prophétie :

« Lorsque les douze disparaîtront et que l'élève dépassera le maître, le chevaucheur de brume le libérera de ses chaînes. Six passeront et le collier du un sera brisé. Les douze reviendront alors, d'abord dix, puis deux qui ouvriront le passage vers la Grande Dévoreuse. L'élève s'y risquera et son enfant tiendra dans ses mains le sort des fils du Chaos et l'avenir des hommes. »

Ellana part donc la recherche de son enfant de son côté, croyant Salim, Ewilan et Edwin morts près du Rentaï à la suite des aveux des mercenaires. Ses amis survivront néanmoins et, croyant Ellana morte, feront tout ce qui leur est possible pour repérer la cité des mercenaires et ils la prendront d'assaut. À la suite d'une terrible bataille opposant les Mentaïs et les mercenaires du Chaos à la Légion noire, aux Thüls, aux Frontaliers, aux marchombres (que Salim guidera) ainsi qu'à Doudou, Edwin et Ellana se retrouveront et retrouveront leur fils. Quelques mois plus tard, la marchombre mettra fin à l'apprentissage de Salim en le faisant devenir officiellement marchombre et continuera ses voyages vers l'inconnu.